# 16147 Jeanli
16147 Jeanli è un asteroide della fascia principale. Scoperto nel 1999, presenta un'orbita caratterizzata da un semiasse maggiore pari a 2,2799175 au e da un'eccentricità di 0,2220249, inclinata di 5,89959° rispetto all'eclittica.
L'asteroide è dedicato alla studentessa statunitense Jean Li.